# Mário Rui
Mário Rui Silva Duarte (Sines, Portugal, 27 de maig de 1991) és un futbolista portuguès que juga com a lateral esquerre. És internacional amb la selecció de Portugal.

## Trajectòria
Rui va començar a jugar a futbol al Vasco da Gama Atlético Clube. Posteriorment es va formar a les categories inferiors del Sporting CP, del València CF i del Benfica. El 2011 va fitxar pel Parma FC italià, però va ser cedit el mateix any a l'A.S. Gubbio 1910, i la temporada següent al Spezia Calcio. El 2013 va fitxar per l'Empoli FC de la Serie B italiana, equip amb el qual ascendiria la mateixa temporada a la Serie A. El 2016 va ser cedit a l'AS Roma de la Serie A, equip pel qual acabaria fitxant l'any següent, però l'equip romà el va cedir el mateix any al SCC Nàpols.
Rui ha estat internacional amb la selecció de Portugal en les categories juvenils i amb l'absoluta. Va disputar la Copa del Món sub20 2011, i amb l'absoluta, la Copa del Món 2018.

## Palmarès
SSC Napoli
- 1 Serie A: 2022-23[8]
- 1 Copa italiana: 2019-20

Selecció portuguesa
- 1 Lliga de les Nacions de la UEFA: 2018-19